# Kasper Bleibach
Kasper Bleibach (født 1. marts 1984) er en dansk kajakroer, der i 2008 vandt EM-guld i 500 m enerkajak. 
Kasper Bleibach er udlært tømrer og stiller i kajakken op for Maribo Kajakklub. I begyndelsen af karrieren stillede han op i både ener- og toerkajak (i sidstnævnte tilfælde sammen med først Kim Wraae, senere Casper Nielsen). I 2007 besluttede han sig for at satse på enerkajakken, hvilket hurtigt viste sig som en god beslutning med EM-guldet i 2008, der også gav ham en billet til OL i Beijing. Her kunne Bleibach dog ikke leve op til forventningerne fra EM, da han ikke nåede finalen.